# Bathtub Shitter
Bathtub Shitter ( バスタブシッター) – japoński zespół grindcore i extreme metal z elementami punk rocka, założony w 1996 roku w Osace przez frontmana i wokalistę Masato Henmarera Morimoto. Amerykański magazyn muzyczny SPIN sklasyfikował grupę na trzydziestej pozycji w rankingu najlepszych nazw wszech czasów. Zespół pojawia się też naturalną koleją rzeczy w każdym możliwym rankingu na najgorszą nazwę.

## Historia
Początki istnienia zespołu datują się na rok 1996. Wtedy to Masato Henmarer Morimoto założył zespół w zamierzeniach mający grać grindcore. Wybór nazwy był dość przypadkowy, jak wspomina sam Morimoto ''chodziło o coś ekstremalnego, szokującego odbiorcę analogicznie do słowa motherfucker".
W trakcie swojego istnienia Bathtub Shitter wydał jak dotąd trzy pełnometrażowe albumy, dwie kompilacje, jeden album live, osiem singli, trzy splity oraz dwa dema. Z najnowszego studyjnego albumu, wydanego w 2005 roku Dance Hall Grind, pochodzi m.in. utwór Rest in Piss, będący specjalną dedykacją dla Mieszka Talarczyka, lidera grup Nasum i Genocide Superstars, który zginął tragicznie w Tajlandii podczas tsunami na Oceanie Indyjskim.
Prócz występów w swoim rodzinnym kraju zespół często gości na znanych festiwalach muzyki ekstremalnej całego świata, takich jak niemiecki Fuck The Commerce Festival 2003 w Neiden, Eternal Hate Fest 2004 w Czechach, Ieper HardCore Festival w Belgii, Obscene Extreme 2006 w Czechach, niemieckim Giants of Grind Festival w Salzgitter czy amerykańskim Auditory Assault Festival 2006 w Baltimore. Grupa gościła z koncertami na Węgrzech i Słowacji. W roku 2006 zespół odbył też duże tournée po Stanach Zjednoczonych.
W roku 2011 album Dance Hall Grind  doczekał się wznowienia w Wielkiej Brytanii jako digipack.

## Styl muzyczny
Muzyka zespołu ewoluowała w trakcie istnienia grupy. Do początkowego grindcore z czasem doszły elementy death metalu i noisecore. Odhumanizowana liryka utworów, mimo powszechnie spotykanego, nastawionego na szokowanie odbiorcy grindcore’owego standardu (seks, kał, przemoc) ze względu na pochodzenie zespołu śpiewającego po angielsku brzmi jednak egzotycznie, obejmując też takie tematy jak problemy społeczne.

## Skład zespołu
- Masato Henmarer Morimoto (wokal)
- Yuki Kuroki (gitara basowa)
- Daisuke Tanabe (gitara)
- Keisuke Sugiyama (instrumenty perkusyjne)

## Dyskografia

### Albumy studyjne
- Wall of World Is Words (2000)
- Lifetime Shitlist (2003)
- Dance Hall Grind (2005)

### Albumy live
- Shitter at Salzgitter (Live in Germany 2004)

### Albumy kompilacyjne
- Early Yeah(s) (2005)
- Angels Save Us plus Mark a Muck (2005)

### EPki
- Fertilizer
- 97+3 Shit Points
- One Fun
- Mark a Muck
- Angels Save Us
- Lifetime Shitlist EP
- Xmas
- Skate of Bulgaria

### Splity EP
- Bathtub Shitter / Dudman
- Misery Index / Bathtub Shitter
- Bathtub Shitter / Japanische Kampfhörspiele

### Dema
- No title (1996)
- Demo '97 (1997)